# Artemis

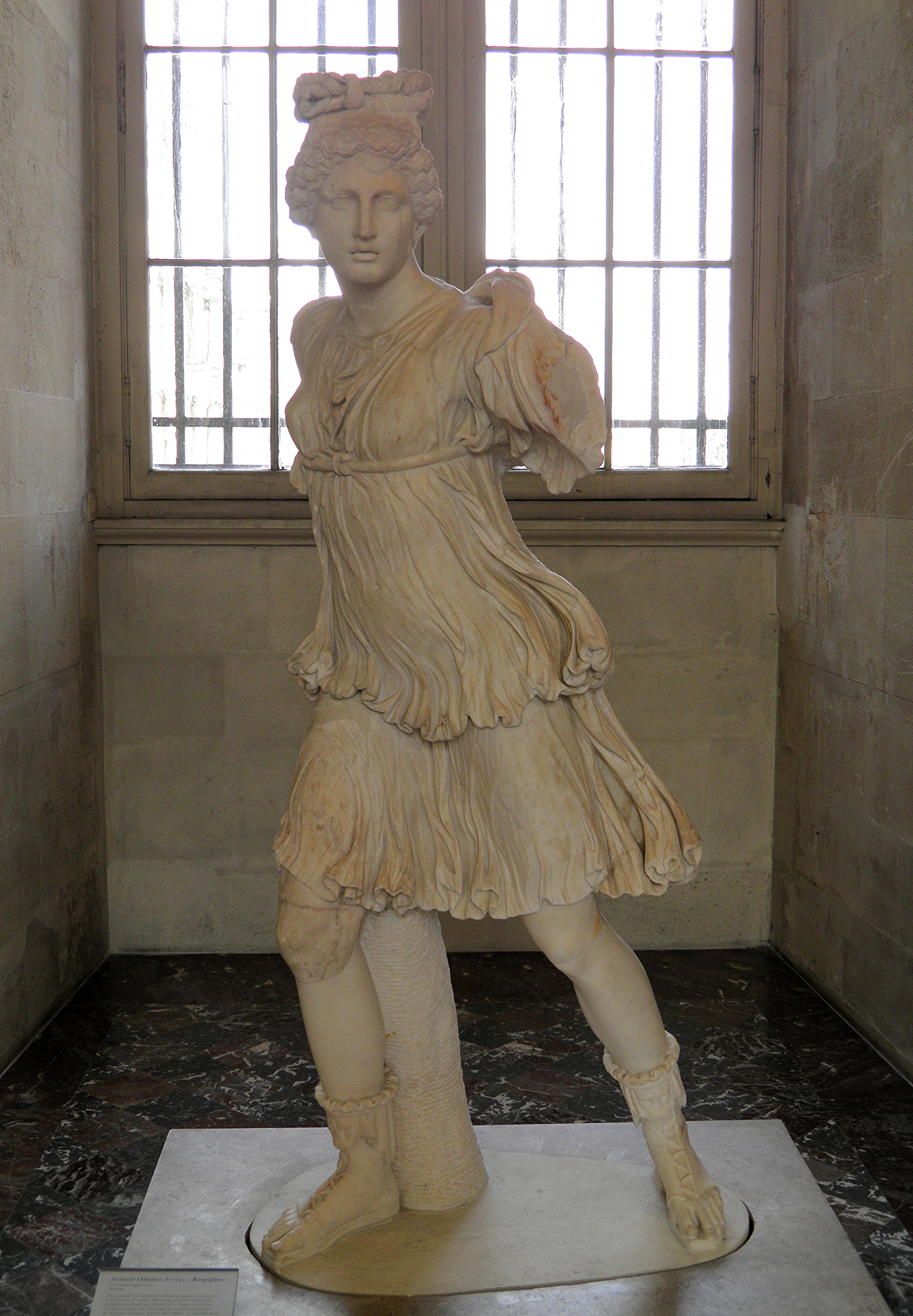
Artemis Rospigliosi, Louvre, Paris

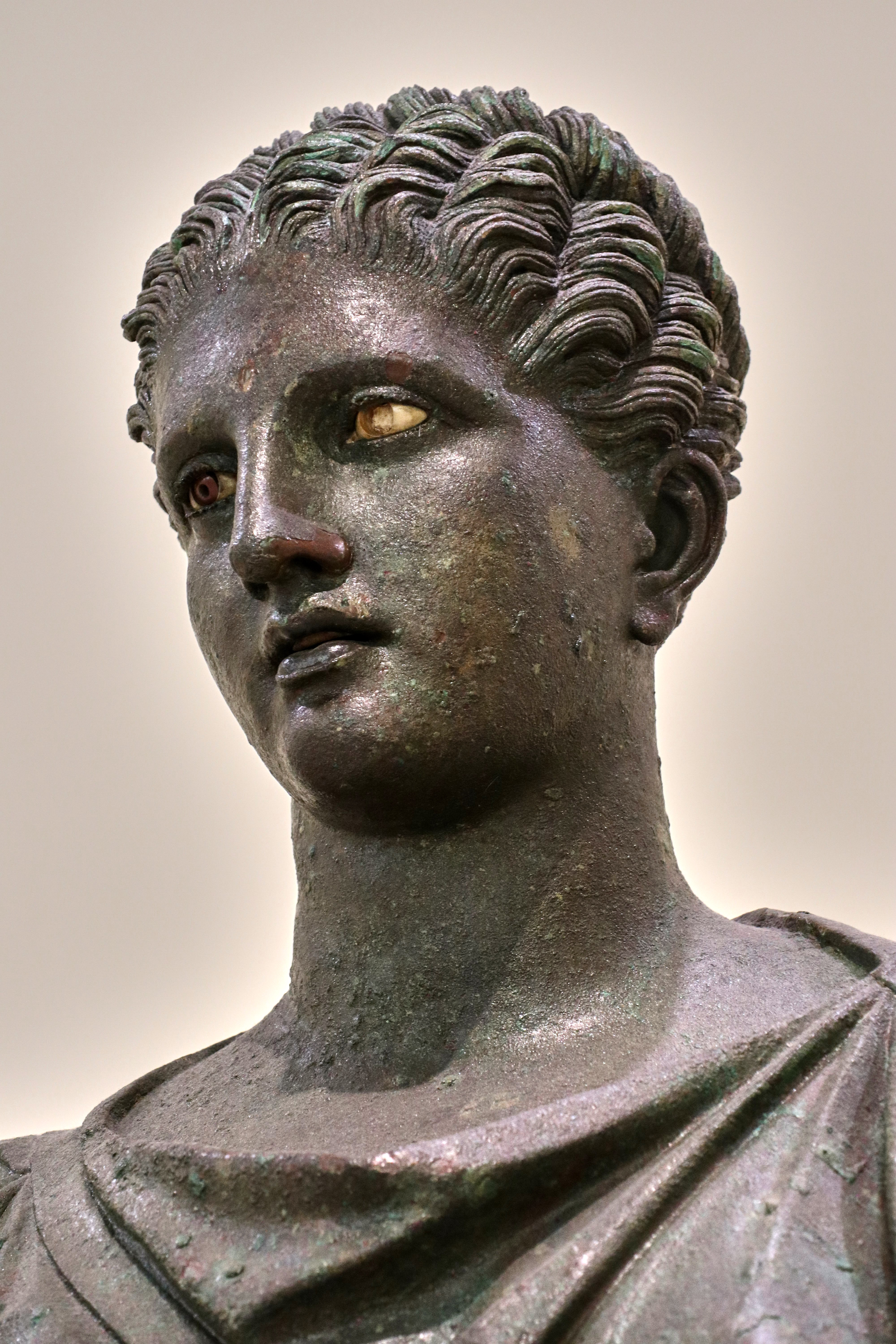
Bronzestatue der Artemis. 4. Jh. v. Chr.

Artemis (altgriechisch Ἄρτεμις Ártemis) ist in der griechischen Mythologie die Göttin der Jagd, der Jungfräulichkeit, des Waldes, der Geburt und des Mondes sowie die Hüterin der Frauen und Kinder. Sie zählt zu den zwölf großen olympischen Göttern. Sie ist die Tochter des Zeus und der Leto und Zwillingsschwester des Apollon. Ihr entspricht Diana in der römischen Mythologie.

## Etymologie

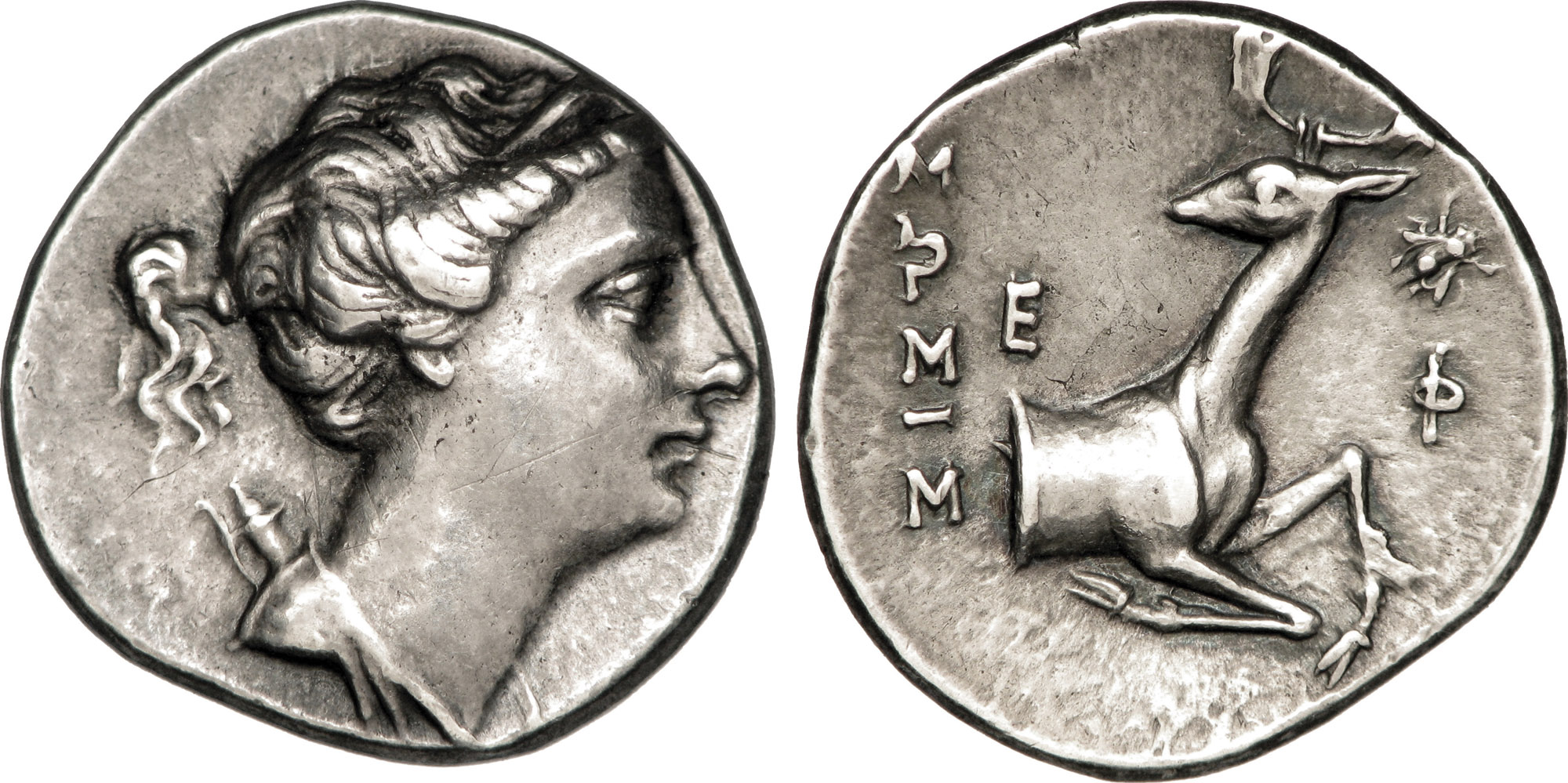
Didrachme von Ephesos mit Bild der Göttin Artemis, ca. 258–202 v. Chr.

Die Herkunft des Namens ist ungeklärt. Die frühesten bezeugten Formen des Namens Artemis im mykenischen Griechisch sind a-te-mi-to (𐀀𐀳𐀖𐀵) und a-ti-mi-te (𐀀𐀴𐀖𐀳), der in Linear B in Pylos gefunden wurde. Ihr Beiname qe-ra-si-ja (𐀤𐀨𐀯𐀊) war zu altgriechisch Therasía (Θερασία) geworden, der vielleicht „Göttin von Thera“ bedeutet. Es wird angenommen, dass eine Vorgängerin von Artemis im minoischen Kreta als Göttin der Berge und der Jagd, Britomartis (Βριτόμαρτις Britómartis, deutsch ‚süße Jungfrau‘), verehrt wurde.
Antike griechische Schriftsteller verbanden Artemis (dorisch Artamis) im Rahmen antiker Volksetymologie zu ἀρτεμής artemḗs, deutsch ‚heil und gesund‘ oder ἄρταμος ártamos, deutsch ‚Schlächter‘. Ein anderer Herleitungsversuch verbindet die Namensvarianten Arktemis und Arktemisa mit dem griechischen Wort árktos „Bär“ (zu protoindogermanisch *h₂r̥tk̑ós), was einen Bezug zum Mythos der Kallisto, die eigentlich direkt auf Artemis (arkadischer Beiname kallisto) bezogen war, erlaubt. Artemis wäre in dem Fall mit einem Bärenkult verbunden gewesen, der im attischen Brauron belegt ist. Er wäre Überbleibsel eines weiter verbreiteten Bärenkults, der auch im Umfeld anderer indogermanischer Gottheiten gefunden wurde, z. B. der gallischen Artio.
Neben diesen Erklärungsansätzen wird überwiegend die Verbindung mit anatolischen Namen betont, zumal Artemis in Lydien unter dem Namen Artimus verehrt wurde.

## Zuschreibungen

### Attribute

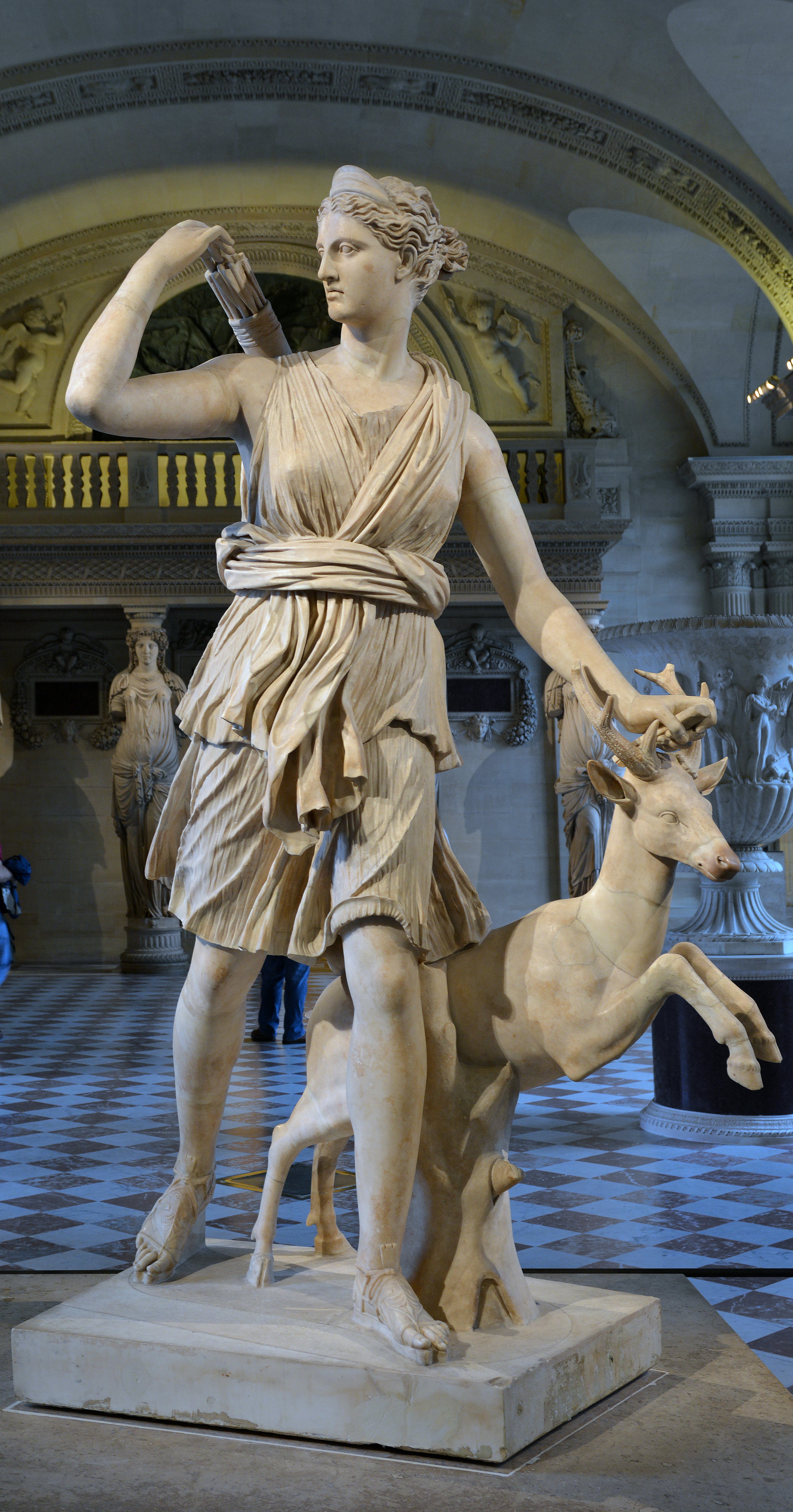
Diana von Versailles, römische Kopie nach einer Statue des Leochares, Paris, Louvre

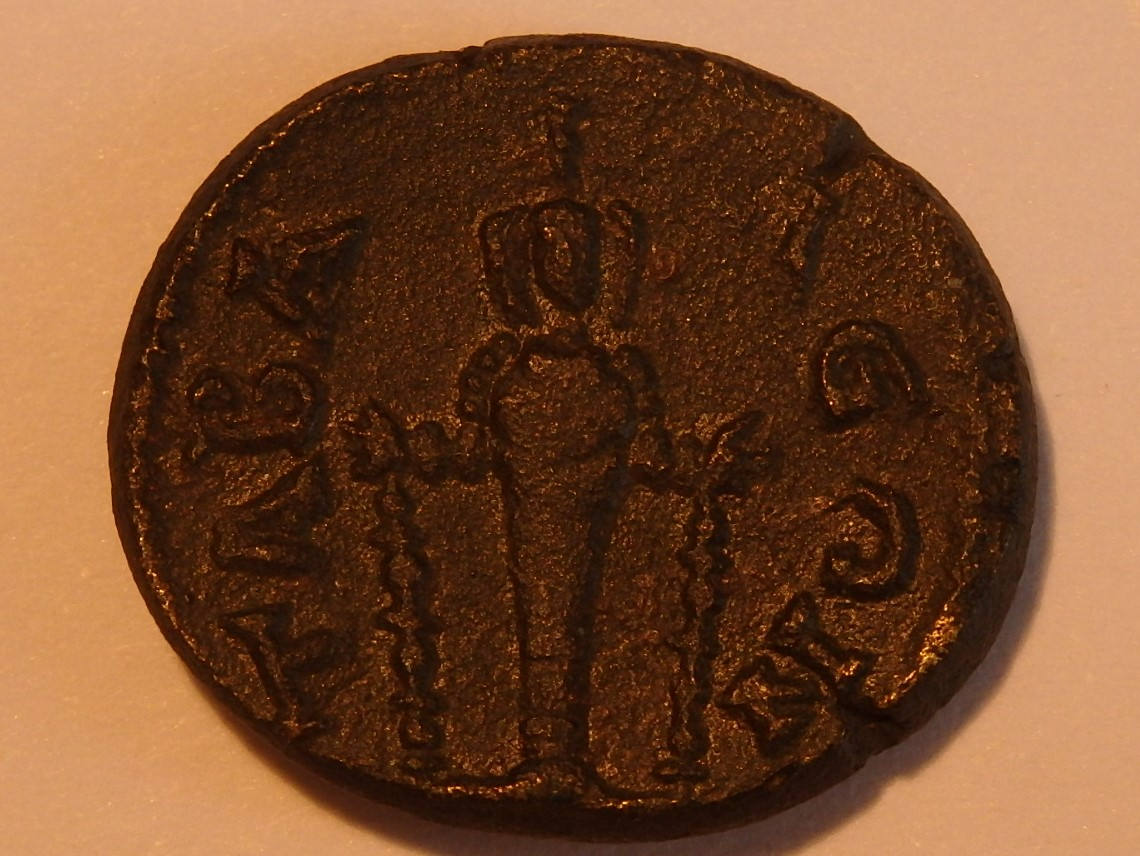
Artemisstatue auf lydischer Münze in römischer Zeit

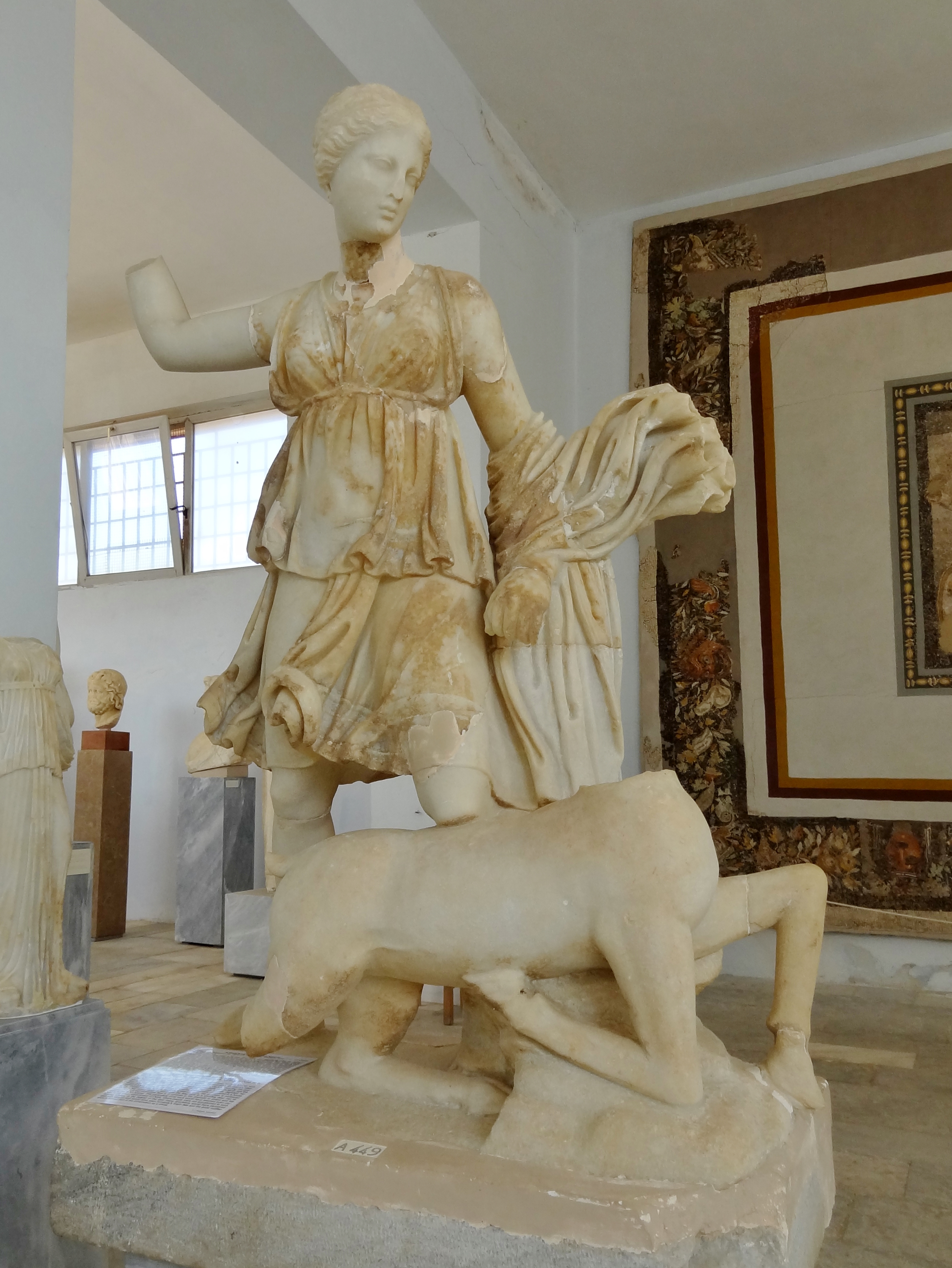
Skulptur der Artemis aus dem Hof des Hauses III im Theater-Quartier von Delos (125–100 v. Chr.) im archäologischen Museum der Insel Delos

Ihre bekanntesten Attribute sind der silberne Bogen, der auch die Mondsichel symbolisiert, und die silbernen Pfeile, welche ihr von den Kyklopen geschenkt wurden. Mit dem Bogen sandte sie treffsichere Pfeile gegen die Sterblichen, um Krankheiten über sie zu bringen. Selten sind der Speer und das Jagdnetz ihre Attribute. Unter den Pflanzen sind ihr das Wermutkraut (lat. Artemisia absinthium) und die Zypresse, die Moorlilie und die Palme heilig.
Auch gelten die Tiere des Waldes allgemein als ihre Attribute, insbesondere der Hirsch und die Kerynitische Hirschkuh, aber auch Bär und Eber. Darüber hinaus wird sie als Kalbs- oder Gamsträgerin oder in Begleitung von Stieren dargestellt. Im Zusammenhang mit ihren Aspekten als Fluss- und Quellgottheit ist sie mit Fischen, insbesondere dem Kugelfisch verbunden.
Als Schwester Apollons und als Göttin, die den Tanz und den Reigen liebt, spielt sie die Lyra, in ihrer Angleichung an Hekate ist sie wie diese Fackelträgerin. Bereits bei Homer lenkt sie einen von Hirschen gezogenen Wagen ganz aus Gold.

### Beinamen
Vielfältig wie die Aspekte der Artemis waren auch ihre Kult- und Beinamen. Im gesamten griechischen Kulturraum verbreitet, wurde sie gleichermaßen mit überregionalen wie mit lokalen Beinamen angesprochen. Homer nennt sie potnia theron, „Herrin der Tiere“, und Agrotera, Jägerin. Als Agrotera besaß sie in Attika ein bedeutendes Heiligtum, doch verehrte man sie unter diesem Namen etwa auch in Sparta, wo man ihr vor der Schlacht opferte.
Ihr Geburtsort verlieh der Göttin den Beinamen Kynthia (lateinisch Cynthia, „(die) vom Berg Kynthos Kommende“). Ein weiterer Beiname der Göttin ist Phoibe (lateinisch Phoebe), nach ihrer Großmutter und in Angleichung an die Namensgebung ihres Bruders Phoibos Apollon. Auch hatte sie den Beinamen Delia, „die von der Insel Delos Stammende“. Nach der griechischen Sage wurden Artemis und ihr Bruder Apollon auf dem Berge Kynthos auf der Insel Delos geboren. Überregional waren auch ihre Beinamen Kourotrophos, der sie als „Hüterin der Jugend“ auswies, und Locheia, mit dem sie von Gebärenden und Hebammen angerufen wurde. In Ionien weit verbreitet war Artemis Triklaria, für die Menschenopfer überliefert sind.
Regionale Epitheta der Artemis waren beispielsweise Alpheiaia, Alphaionia oder Alpheiousa, wie im elischen Letrinoi und auf Ortygia bei Syrakus, wo sie eigene Heiligtümer besaß. Der Sage nach hatte sie sich erfolgreich dem Flussgott Alpheios entzogen, der auf der Suche nach ihr unterseeisch bis nach Ortygia floss. In Sparta verehrte man sie auch als Aigineia, die „Jägerin der Gämsen“, und als Orthia, die „hohe, große Göttin“, oder als Lygodesma, die „Weidengebundene“, weil ihr Standbild an einer Weide aufrecht stehend gefunden wurde. besonders in Messenien wurde Limnatis verehrt. In Athen konnte sie mit Aphaia identifiziert werden. In Naupaktos hatte die Aitole, nachdem die Stadt von den Aitolern besetzt worden war, einen Kult und auch bei den Venetern gab es ein der Aitole geweihtes Heiligtum. In Patrai hatte Laphrai, der man lebende Tiere und Früchte auf dem Brandaltar opferte, ihren Kult, ebenso wie Triklaria. Eine weitere Epiklese für die Göttin Artemis war Selasphoros (Σελασφόρος Selasphóros, deutsch ‚Lichtträger‘). Ein kulturelles Zentrum Pamphyliens besaß Artemis Pergaia in Perge, wo jährlich ein großes Fest stattfand. Rückseiten auf Münzen von Städten des nahen Pisidiens zeigen, dass es mit weiteren Heiligtümern der Artemis Pergaia in diesen Städten auch sogenannte Filialkulte gab.

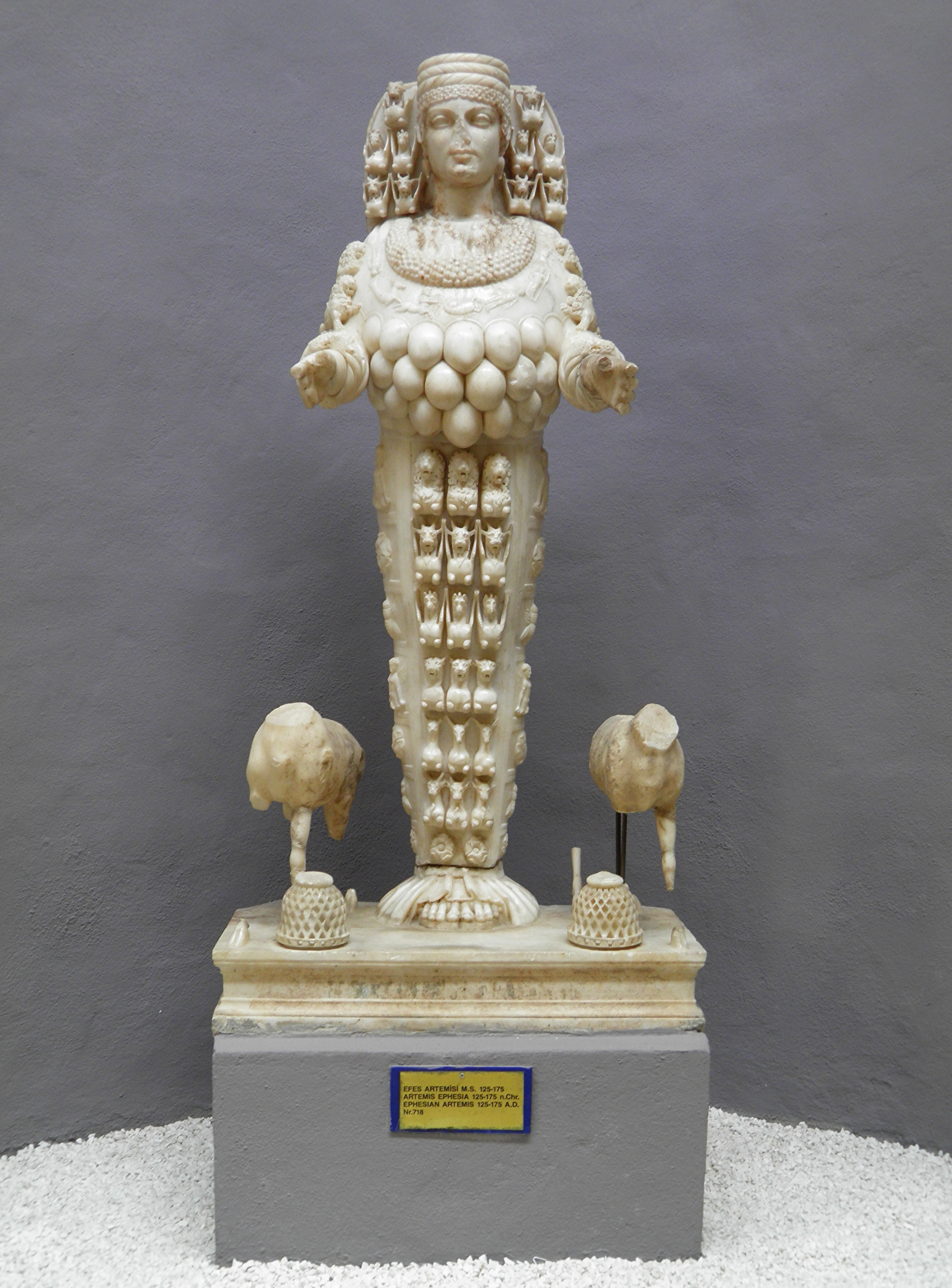
Artemisstatue aus Ephesos im Museum von Selçuk

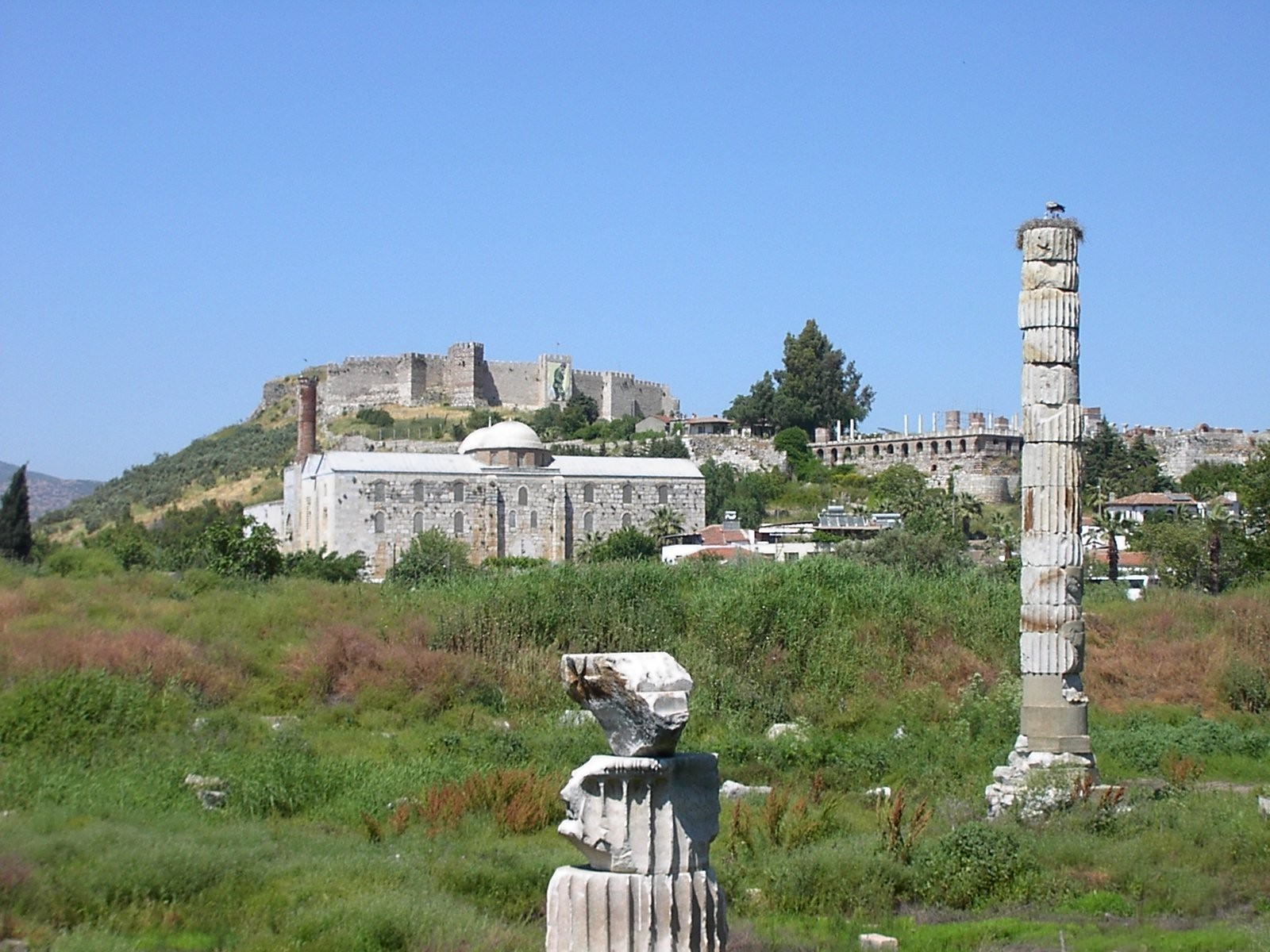
Ruinenstätte des Tempels in Ephesos

Eine Sonderform der Artemis stellt die Artemis Ephesia dar, die in dem ihr geweihten berühmten großen Tempel in Ephesos, einem der Sieben Weltwunder der Antike, verehrt wurde. Sie gilt als Synthese der Artemis griechischer Einwanderer mit einer Naturgöttin Anatoliens. Ihre Statue in Ephesos zeigte nach archäologischen und literarischen Zeugnissen ihren Oberkörper bedeckt mit Brüsten, die sie laut christlicher Polemik als angebliche Ernährerin aller Lebewesen verkörpern sollten. Nach anderer Deutung handelt es sich um Stierhoden der ihr geopferten Opferstiere. Anführen lässt sich für diese Deutung kein literarisches Zeugnis, das eine Beziehung zwischen der ephesischen Artemis und einem irgendwie gearteten Stierkult belegen könnte. Eine jüngere Deutung schlägt vor, in den Brüsten eine kurša-Jagdtasche zu sehen, die bei den Hethitern kultisch verehrt wurden. Diskutiert wird auch ein Zusammenhang mit dem Krankheitsbild einer Polymastia glandularis mit fehlenden Brustwarzen wie bei der vielbrüstigen Artemis.

## Aspekte
Artemis wird meist als jungfräuliche Jägerin beschrieben, die allein oder von gleichfalls jungfräulichen Nymphen begleitet durch die Wälder streift. Den Aspekt der Jungfräulichkeit, den sie mit größter Hartnäckigkeit bewahrt und verteidigt, teilt sie mit Hestia oder Athene, und auch von ihren Anhängerinnen wurde die Wahrung der Jungfräulichkeit erwartet.
Artemis hat den Ruf einer grausamen und strengen Göttin. In ihrer Rolle als Hüterin der Gebärenden wird sie mitunter mit Eileithyia oder Hera gleichgesetzt. Der zerstörerische Aspekt der Artemis wurde vor allem bei abnehmendem Mond geehrt. Artemis war eine wilde, unzähmbare Göttin, die Leben nicht nur gibt, sondern auch nimmt und für die Menschenopfer praktiziert werden konnten, etwa der Artemis Triklaria in Patrai.

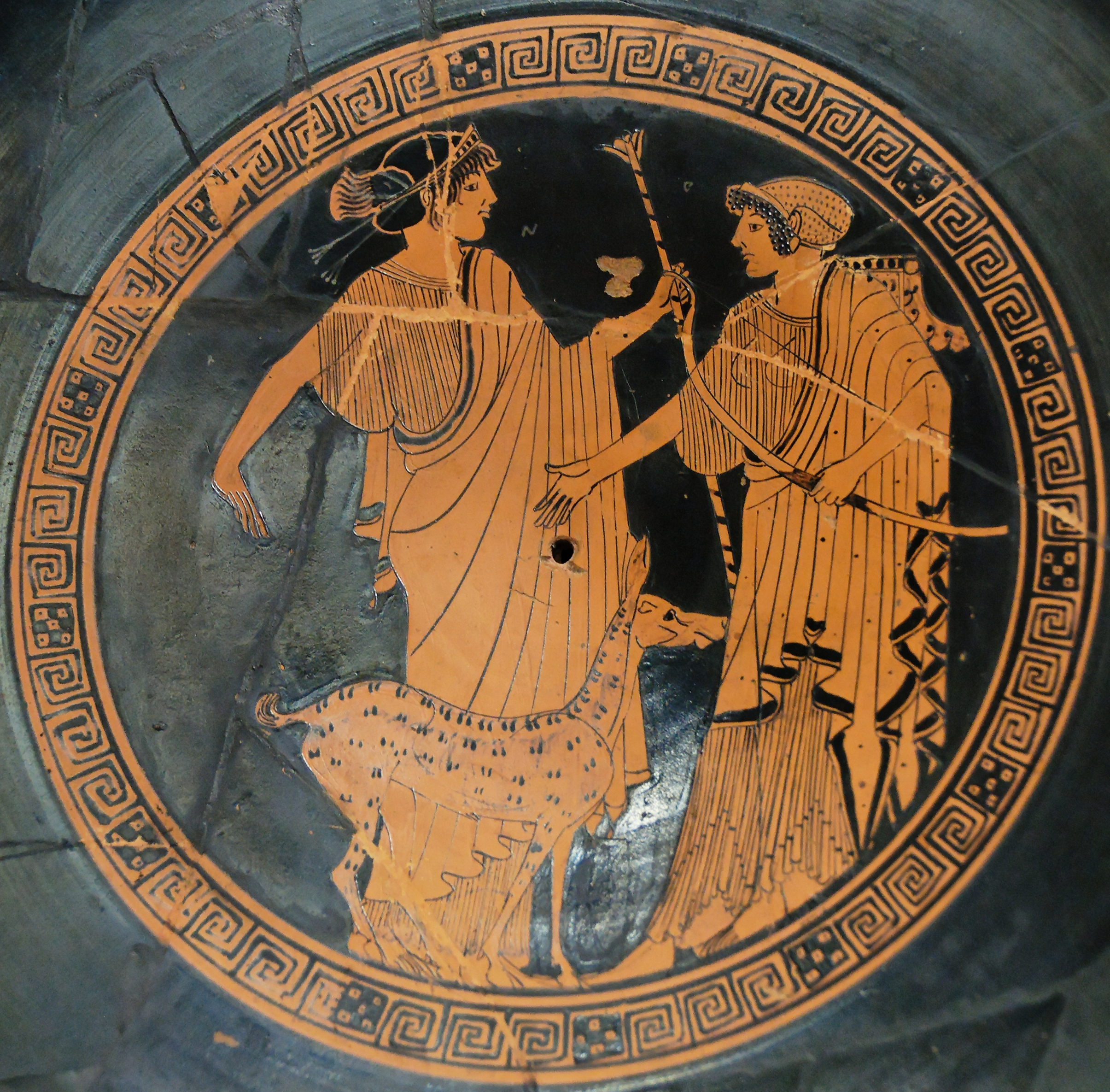
Apollon und Artemis, Tondo einer attisch-rotfigurigen Schale, Paris, Louvre G 151

In der Ilias wird Artemis die „Herrin der Tiere“ (Potnia Theron) genannt, deren Junge unter ihrem Schutz stehen. Ihre Begleiter sind neben anderen Jungfrauen Hunde. Hunde sind traditionellerweise Wächter des Tores zur Unterwelt; Artemis wird teilweise auch als Unterweltgöttin betrachtet, da sie unter anderem mit der Zaubergöttin Hekate gleichgesetzt wird. Sie jagt nach einigen Sagen in Neumondnächten, während sie in den übrigen Nächten den Mondwagen über den Himmel lenkt. Sie schützte Frauen jeden Alters sowie Kinder beiderlei Geschlechts. Gleichzeitig wird Artemis zu den Fruchtbarkeitsgöttern gerechnet. Artemis kam als erste von den beiden Zwillingen auf die Welt und half ihrer Mutter bereits bei Apollos Entbindung. Deshalb beteten die Frauen zu Artemis um eine leichte Geburt.
Artemis wurde schon im 5. Jahrhundert mit Hekate identifiziert. In der hellenistischen Theologie wurde sie mit der Mondgöttin Selene gleichgesetzt, in der römischen Kaiserzeit dann mit verschiedenen Göttinnen, vor allem als Mondgöttin mit der Isis. Die Tatsache, dass Apollon und Artemis Zwillinge sind, wird in der Spätantike durch einen Dualismus in ihrer Rollenverteilung deutlich: Demnach repräsentierten sie die Gestirne Sonne und Mond, Apollon dem Sonnengott Helios gleichgesetzt, Artemis der Selene.
Bei den Römern entsprach ihr die Diana und bei den Etruskern die Artumes. In der Apostelgeschichte wird im Abschnitt über die Aufruhr der Silberschmiede von Ephesus berichtet, dass der Stadtschreiber es als allgemein bekannt ansah, dass „die Stadt der Epheser die Tempelhüterin der Großen Artemis und ihres vom Himmel gefallenen Bildes ist“.

## Mythos
«Λητὼ δ' Ἀπόλλωνα καὶ Ἄρτεμιν ἰοχέαιραν
ἱμερόεντα γόνον περὶ πάντων Οὐρανιώνων
γείνατ' ἄρ' αἰγιόχοιο Διὸς φιλότητι μιγεῖσα.»

„Leto gebar den Apollon und Artemis, froh der Geschosse,
 Beide von holder Gestalt, wie keiner der himmlischen Götter,
 Da sie gesellt sich in Liebe zum aigistragenden Herrscher.“

Ihre Eltern sind Hesiod zufolge Leto und der oberste griechische Gott Zeus, ihr Zwillingsbruder ist Apollon.
Die von Zeus geschwängerte Leto war auf der Flucht vor dessen eifersüchtiger Ehefrau Hera. Diese bewirkte, dass kein einziger Ort der Erde Leto einen Platz zum Gebären bieten sollte. Schließlich wurde Leto von der schwimmenden Insel Delos aufgenommen. Die Titanin lag neun Tage lang in den Wehen.

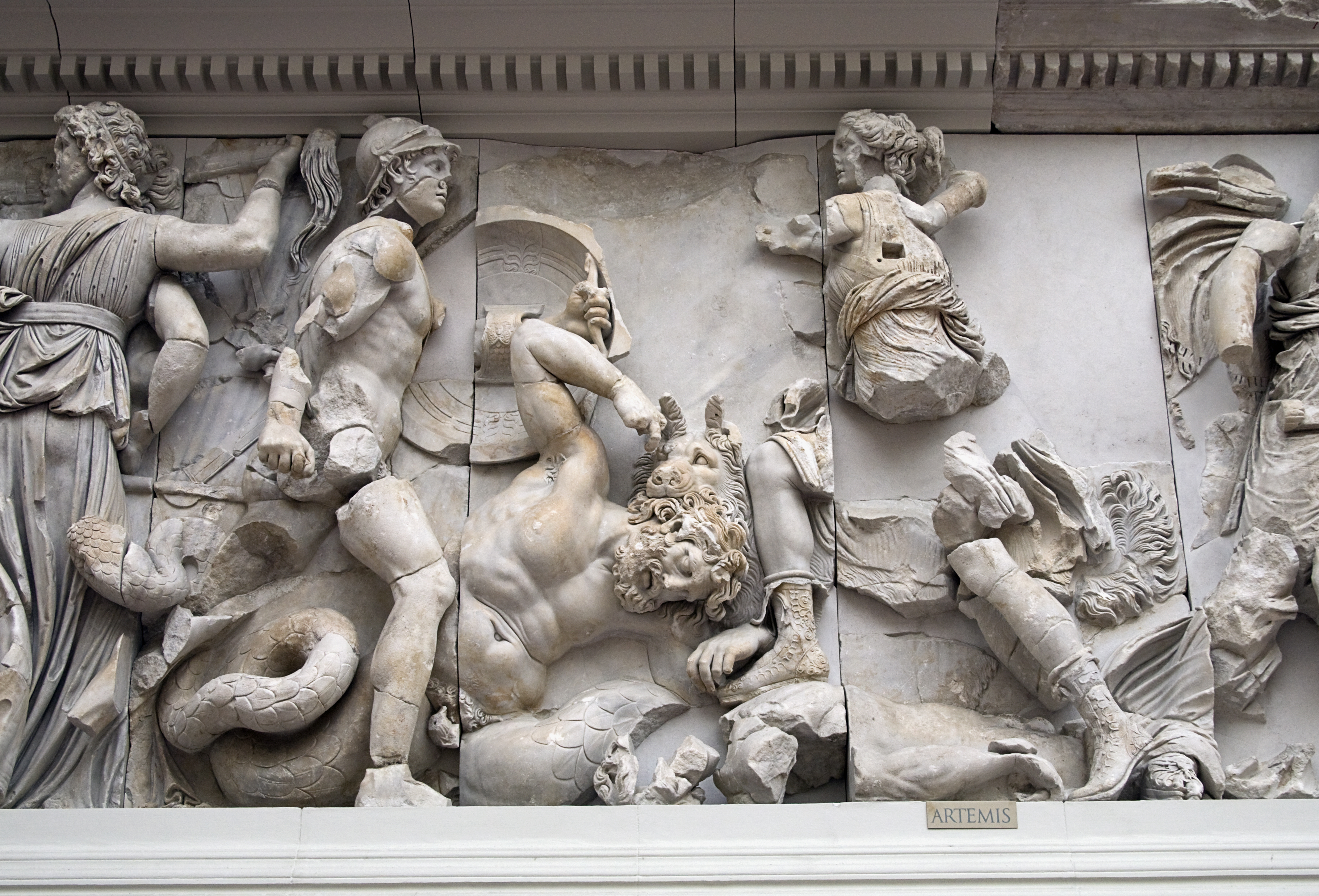
Artemis im Gigantenkampf, Relief vom Pergamonaltar

Beim Angriff der Giganten auf die Olympischen Götter (Gigantomachie) schoss Artemis den Giganten Gration mit einem Pfeil nieder, der daraufhin von Herakles mit einem weiteren Pfeil getötet wurde.

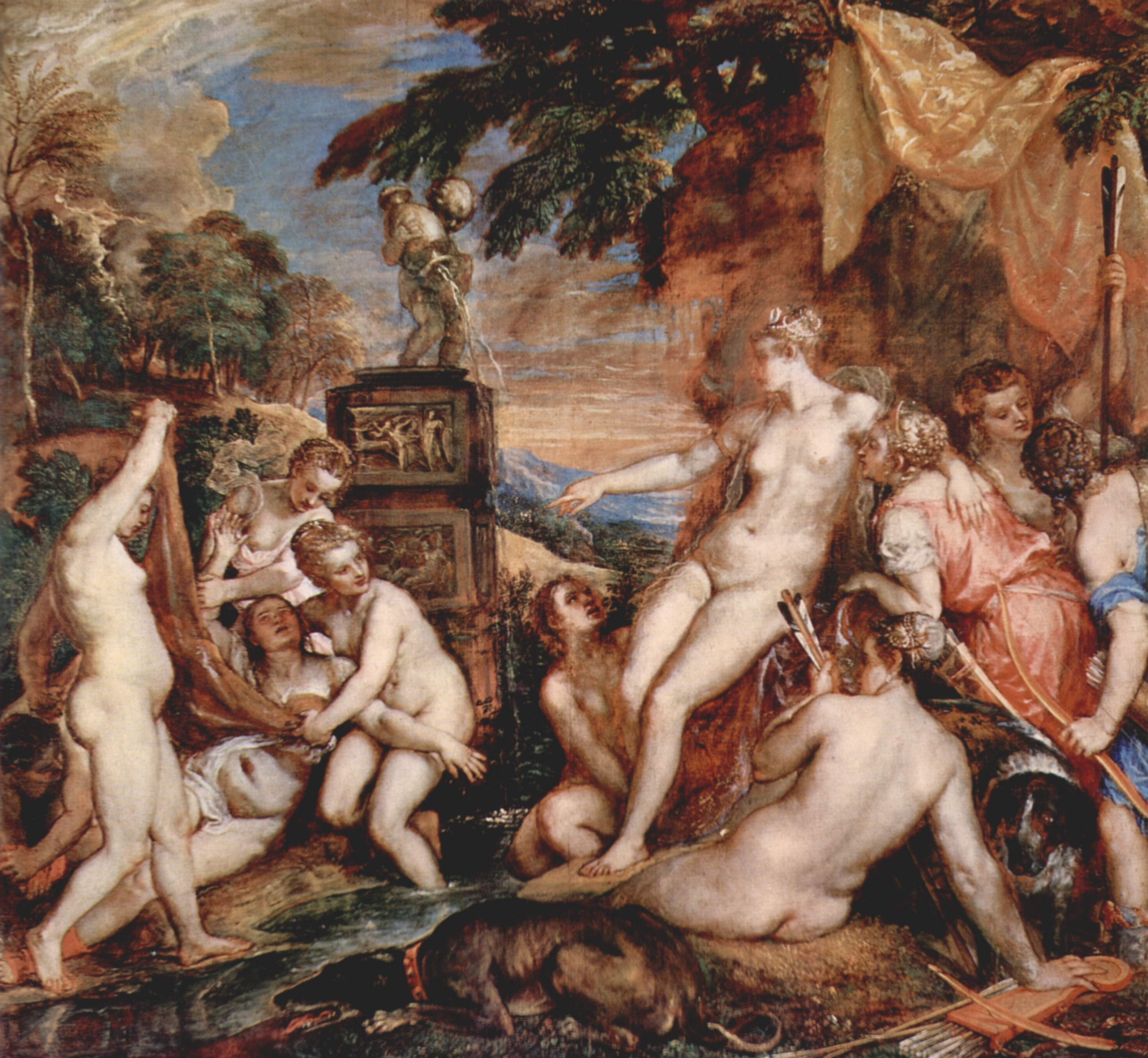
Artemis und Kallisto (Tizian, 1556–1559)

Als Artemis’ Lieblingsgefährtin Kallisto von Zeus vergewaltigt worden war und Arkas geboren hatte, wurde sie von Artemis in eine Bärin verwandelt und weggejagt, da eine Entjungferung für die Anhängerinnen der Göttin verboten war. In einer anderen Fassung war es die eifersüchtige Hera, die Kallisto so bestrafte. Zeus versetzte Kallisto als „Große Bärin“ (lat. „Ursa Major“, Großer Wagen) an den Himmel.

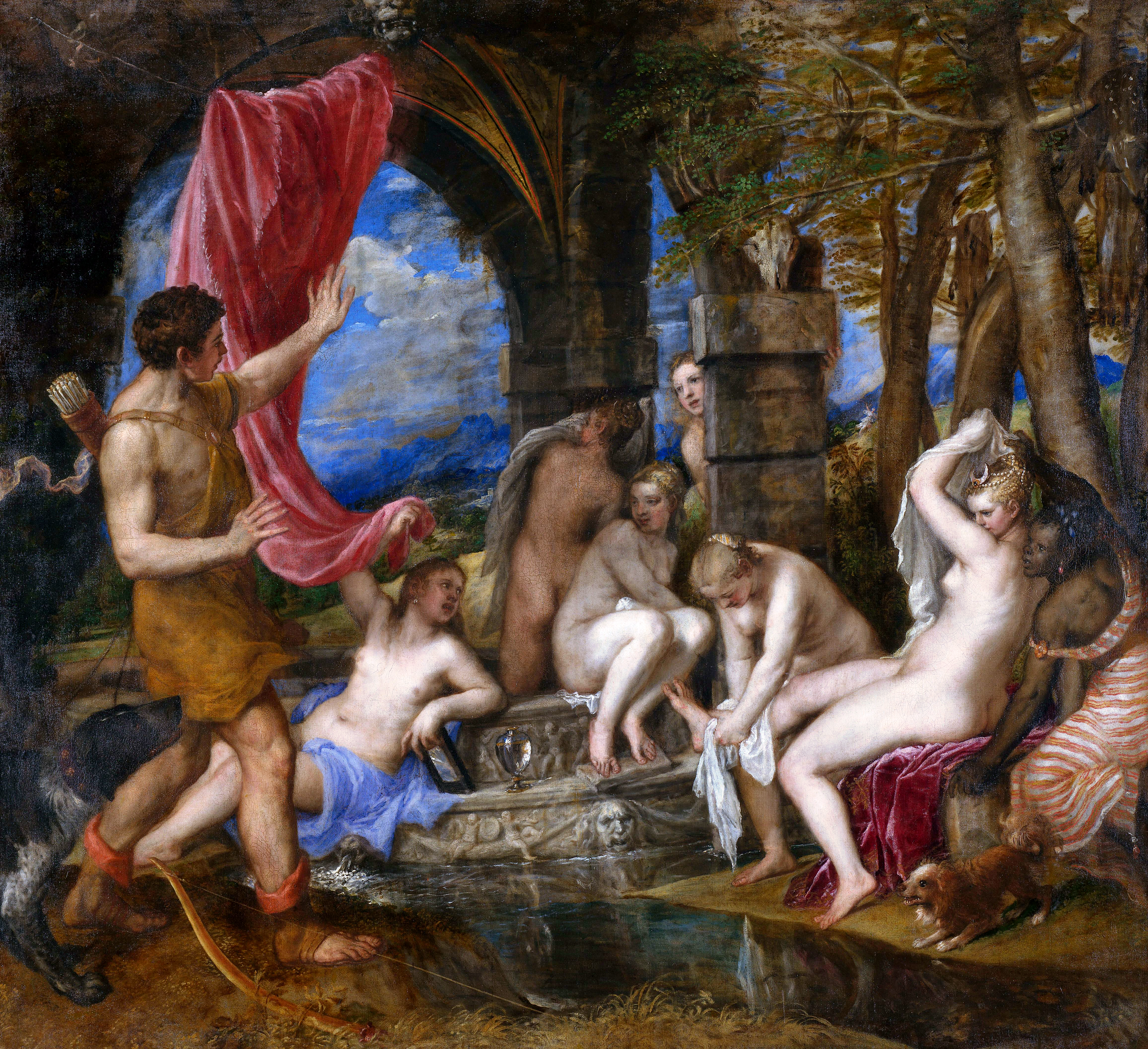
Aktaion überrascht Artemis beim Baden (Tizian, 1556–1559)

Die bekannteste Erzählung über ein Zusammentreffen mit einem Mann ist die von Aktaion, einem Enkel des Kadmos, welcher ein leidenschaftlicher Jäger war. Als er wieder einmal jagte und sich in der Mittagshitze einen kühlen Platz im Wald suchte, gelangte er in ein schattiges Tal, welches Artemis geweiht war. In seinem Grund befand sich eine Grotte, wo die Göttin gerade badete. Als Aktaion sie nackt sah, verwandelte sie ihn in einen Hirsch, um zu verhindern, dass er von dieser verbotenen Begegnung erzähle. Aktaion wurde wenig später von seinen eigenen Jagdhunden zerfleischt. Eine Interpretation behauptet, dass Aktaion ein Heiliger König war, der mit Artemis in ihrer Hirschgestalt Hochzeit hielt und am Ende seiner Zeit sterben musste.
In der Realität wurde diese Jagd von Artemis-Priesterinnen nachgespielt, die mit Hundekopf-Masken bedeckt waren und einen als Hirsch verkleideten Mann jagten.

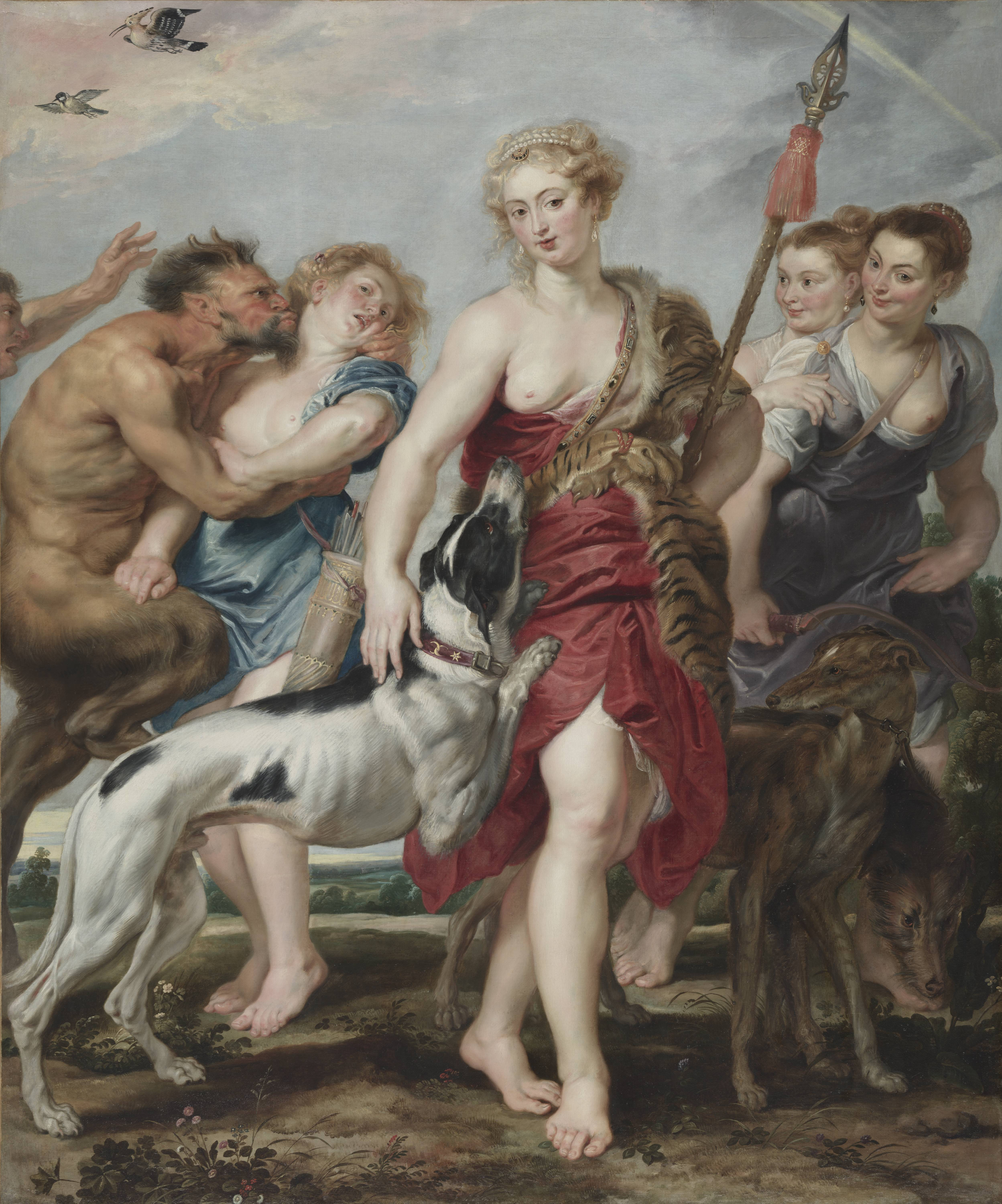
Artemis bricht mit den Nymphen zur Jagd auf (Peter Paul Rubens, um 1615)

Als leidenschaftliche Jägerin freundete Artemis sich mit Orion, dem prächtigen und wilden Jäger, an. Ihr Zwillingsbruder Apollon erzürnte sich darüber und forderte Artemis zum Wettkampf heraus: Es gelinge ihr sicher nicht, einen verschwommenen Punkt sehr weit draußen im Meer mit ihrem Pfeil zu treffen. Artemis schaffte dies sehr wohl – und bemerkte zu spät, dass sie damit den Kopf des dort schwimmenden Orion durchbohrt hatte. Deshalb erhob sie ihn als Sternbild in den Himmel, dessen Schulterstern Beteigeuze hell leuchtet, dessen Kopfstern aber schwerer sichtbar ist.
Ein weiterer Mythos sieht Orion als den Jäger, der alle wilden Tiere des Erdkreises töten wollte. Die Erde oder Artemis selbst brachte daraufhin einen Skorpion hervor, gegen den Orion nichts ausrichten konnte und der ihn schließlich tötete, wonach beide als Sternbild in den Himmel versetzt wurden.
Die Seherin Manto, eine Tochter des Teiresias, rief die thebanischen Frauen auf, der Titanin Leto Opfer darzubringen. Niobe jedoch versuchte das Volk zu überreden, der Titanin Leto keine Opfer mehr zu bringen. Sie begründete dies damit, dass sie vierzehn Kinder, sieben Jungen und sieben Mädchen, habe und damit Letos zwei Kinder bei weitem übertreffe. Dies erzürnte Leto, die die Geschehnisse vom Berg Kynthos aus angesehen hatte, derart, dass sie ihre Kinder Artemis und Apollon bat, ihr Genugtuung zu verschaffen. Mit Pfeil und Bogen tötete Artemis die Mädchen, Apollon die Jungen (ein Motiv zahlreicher antiker Plastiken).
Meleagros, der Sohn des kalydonischen Königs Oineus und dessen Gemahlin Althaia, vergaß einmal, Artemis ein Opfer zu bringen, während er an alle anderen Götter dachte. Daraufhin entsandte diese den furchtbaren Kalydonischen Eber, welcher die Saatfelder und alle anderen bebauten Felder verwüstete. Meleagros begab sich, begleitet unter anderem von Atalante, auf die Jagd nach dem Tier.

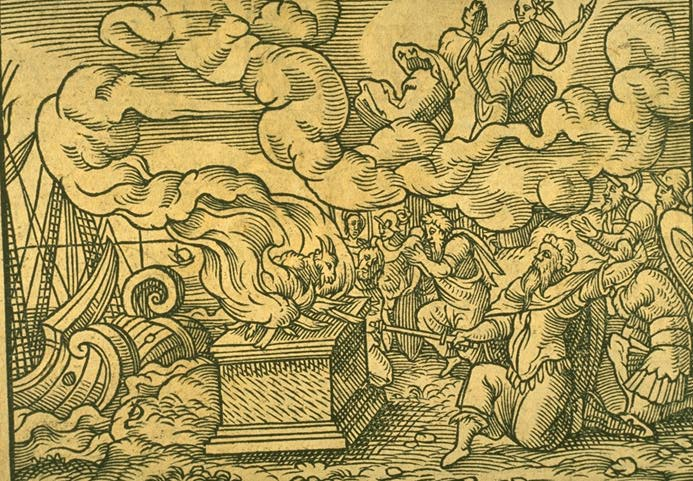
Entrückung der Iphigenie während ihrer Opferung durch Artemis (Virgil Solis, 1514)

Kurz vor dem Beginn des Trojanischen Krieges schickte Artemis eine Windstille, da Agamemnon, der Anführer der Achaier, auf der Jagd eine ihr geweihte Hirschkuh erlegt hatte. Teilweise wird auch als Grund genannt, dieser habe sich gebrüstet, ein besserer Schütze zu sein als sie. Daraufhin forderte Artemis dessen älteste Tochter Iphigenie zum Opfer. Allerdings hatte Artemis im letzten Augenblick Erbarmen mit dem Mädchen, rettete es vom Opfertisch, legte eine Hirschkuh auf den Altar und entrückte Iphigenie als Priesterin nach Tauris (siehe oben; vgl. auch: Iphigenie auf Tauris).

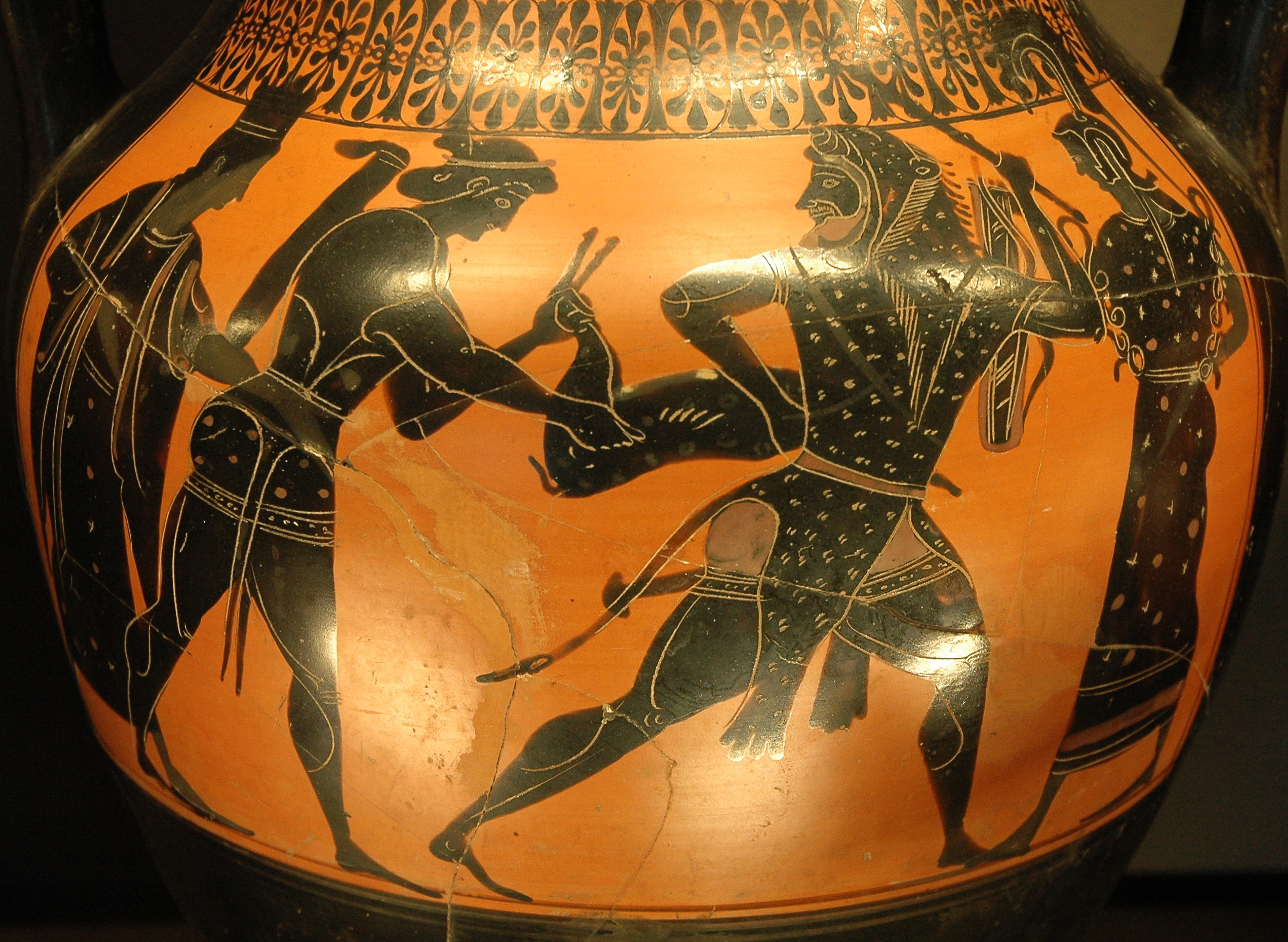
Artemis und Apollo wollen Herakles die Kerynitische Hirschkuh wegnehmen. Attisch-schwarzfigurige Amphora, 530–520 v. Chr., Paris, Louvre F 234bis

Die dritte der zwölf Aufgaben des Herakles bestand darin, eine heilige Hirschkuh mit einem goldenen Geweih zu fangen. Als Artemis ihre Jagdprobe hatte ablegen müssen, war diese Hirschkuh eine der fünf gewesen, die Zeus ausgewählt hatte. Nachdem Herakles die Kuh ein Jahr lang gejagt und schließlich gefangen hatte, zog er sich Artemis’ Zorn zu, da ihr die Hirschkuh geweiht gewesen war. Näheres siehe Kerynitische Hirschkuh.

## Bezüge in der modernen Literatur
Anna Seghers publizierte 1938 Sagen von Artemis.
Der irische Schriftsteller Eoin Colfer benannte seine Romanfigur Artemis Fowl nach der griechischen Göttin. Im dritten Band der Buchreihe „Artemis Fowl – der Geheimcode“ erklärt Fowl: „Artemis ist normalerweise ein Frauenname, nach der griechischen Göttin der Jagd. Doch ab und an taucht ein Mann auf, der wegen seines Talents für die Jagd das Recht erlangt, den Namen zu tragen.“
In der Buchreihe um Percy Jackson wird Artemis im dritten Band Percy Jackson: Der Fluch des Titanen von dem Titanengeneral Atlas entführt, von Percy, Zoë und Thalia jedoch wieder befreit.